# ارمک‌بافی
ارمک بافی یکی از صنایع دستی ایران است که در گروه نساجی سنتی قرار می‌گیرد. ارمک پارچه دست بافتی است که در استان یزد بافته می‌شود و معمولاً دارای عرض ۷۵ الی ۹۰ سانتیمتر و طول ۲۵ متر است. پارچه‌های ارمک دارای طرح ساده، پیچازی و راه راه‌است و برای پیراهن و روپوش مدارس از آن استفاده می‌کنند.